# 노춘섭
노춘섭(1968년 8월 5일 ~)은 OB, 쌍방울에서 뛴 전 야구 선수다.

## 출신 학교
- 영흥고등학교
- 단국대학교

## 등번호
- 62 (1991)
- 40 (1993 ~ 1995)

## 같이 보기
- 1994년 쌍방울 레이더스 시즌